# Бродниково (Омская область)
Бродниково — деревня в Тевризском районе Омской области России. Входит в состав Кипского сельского поселения.

## История
Основана в 1768 году. В 1928 года состояла из 78 хозяйств, основное население — русские. В составе Иртышатского сельсовета Тевризского района Тарского округа Сибирского края.

## Население
| 1926 | 2010 |
| ---- | ---- |
| 389  | ↘7   |